# Objaw Pastii

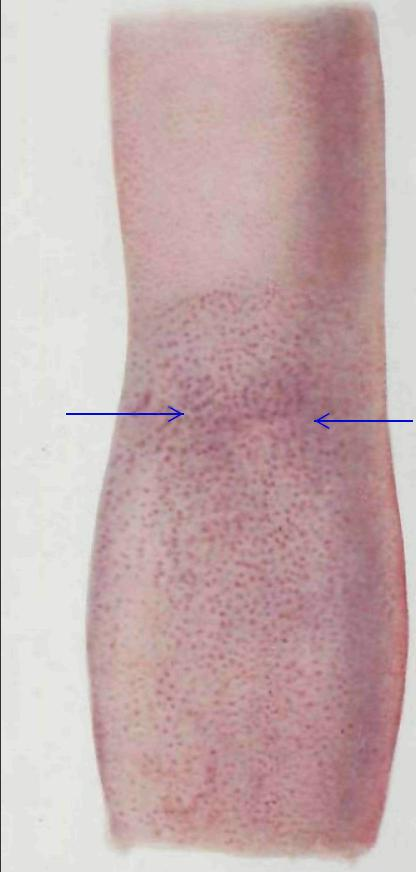
Objaw Pastii

Objaw Pastii – objaw chorobowy polegający na poszerzeniu i zwiększeniu się łamliwości naczyń włosowatych skóry, uwidaczniający się linijnymi wybroczynami w naturalnych fałdach skórnych (szczególnie na zgięciowej stronie łokcia). Występuje w płonicy poprzedzając wysypkę i złuszczanie się skóry. 
Objaw zawdzięcza swoją nazwę rumuńskiemu lekarzowi Constantinowi Pastii (1883-1926).